# Krasne (Rejowiec Fabryczny)
Krasne (dawn. Krasne Kolonia) – dawniej samodzielna miejscowość, obecnie część Rejowca Fabrycznego, w województwie lubelskim, w powiecie chełmskim. Leży na południowo-zachodnim skraju miasta, wzdłuż ulicy Cichej i zarazem granicy z wsią Krasne.
Dawna kolonia wsi Krasne, od 1867 w gminie Pawłów, w powiecie chełmskim w województwie lubelskim, gdzie 20 października 1933 utworzyło gromadę Krasne Kolonja w granicach gminy Pawłów, składającą się z samej kolonii Krasne.
Podczas II wojny światowej w Generalnym Gubernatorstwie (dystrykt lubelski), gdzie w 1943 roku liczyło 393 mieszkańców. Po wojnie powrócono do stanu sprzed wojny, a Krasne kol. stanowiło jedną z 23 gromad gminy Pawłów w województwie lubelskim
W związku z reorganizacją administracji wiejskiej jesienią 1954 Krasne kol. weszło w skład nowo utworzonej gromady Morawinek w powiecie chełmskim, dla której ustalono 26 członków gromadzkiej rady narodowej.
1 stycznia 1958 gromadę Morawinek przekształcono w osiedle o nazwie Rejowiec Fabryczny, przez co Krasne stało się integralną częścią Rejowca Fabrycznego, a w związku z nadaniem Rejowcowi Fabrycznemu praw miejskich 18 lipca 1962 – częścią miasta.